# گیورگ زاخاریاس
گیورگ زاخاریاس (انگلیسی: Georg Zacharias; ۱۴ ژوئن ۱۸۸۴ – ۳۱ ژوئیهٔ ۱۹۵۳) شناگر اهل آلمان بود.